# Chilodontidae
A Chilodontidae a csontos halak (Osteichthyes) főosztályának sugarasúszójú halak (Actinopterygii) osztályába, a pontylazacalakúak (Characiformes) rendjébe tartozó család.
2 nem és 7 faj tartozik a családhoz.
Egyes rendszerekben Anostomidae családhoz tartozó alcsalád Chilodontinae néven

## Rendszerezés
Az alábbi nemek és fajok tartoznak a családhoz.
- Caenotropus (Günther, 1864) – 3 faj
  - Caenotropus labyrinthicus
  - Caenotropus maculosus
  - Caenotropus mestomorgmatos

- Chilodus (Müller & Troschel, 1844) – 4 faj 
  - Chilodus fritillus
  - Chilodus gracilis
  - pettyes fejenállólazac (Chilodus punctatus)
  - Chilodus zunevei